# Mount Washington Cog Railway
De Mount Washington Cog Railway werd op 3 juli 1869 geopend en was daarmee de eerste bergbeklimmende tandradspoorweg in de wereld. De spoorweg leidt naar de top van Mount Washington in de White Mountains in de staat New Hampshire in de Verenigde Staten. De spoorlijn begint in de plaats Bretton Woods op een hoogte van 823 meter boven zeeniveau, en eindigt op de top van Mount Washington op een hoogte van 1917 meter. Het is de op een na steilste spoorlijn van de wereld met een gemiddelde stijging van 25% en een maximale stijging van 37,41%.
De spoorlijn is nog steeds in gebruik om toeristen naar de top van de berg te brengen. Oude stoomlocomotieven trekken de wagons de berg op met een snelheid van 4,5 km/uur. Bergafwaarts rijden ze zo'n 8 km/uur. Het duurt ongeveer 65 minuten om de berg te bestijgen, 40 minuten om weer naar beneden te komen.
De spoorlijn is ongeveer 5 km lang.